# 요시이 유스케
요시이 유스케(일본어: 吉井 佑将, 1995년 6월 22일~)는 일본의 축구 선수이다.

## 구단 경력
그는 2022년 J3리그의 가마타마레 사누키에 입단했다. 2023년 YSCC 요코하마와 가이나레 돗토리에서 뛰었다. 2024년 후쿠야마 시티 FC로 이적했다.